# تيميس
ثميس أو طامِيس (باليونانية: Θέμις) هي إلهة يونانية قديمة. ووصفت بأنها «الموعظة الحسنة»، وتجسيد للأمر الإلهي وللقانون والعرف.

## أصل الكلمة

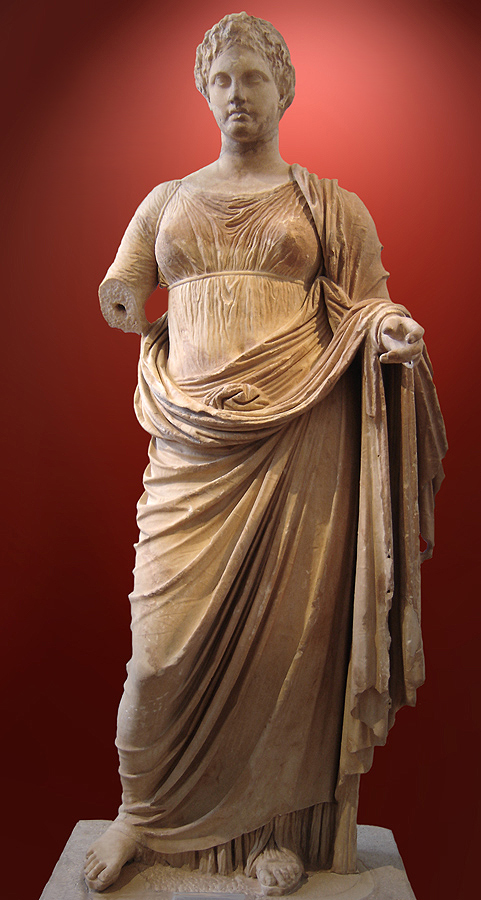
تيميس

تيميس تعني «قانون الطبيعة» بدلاً من ما رسمه وصنعه الإنسان. بالنسبة إلى الحضارة اليونانية القديمة كانت في الأصل هي مصدر تنظيم «الشؤون البلدية للبشر، لا سيما الجمعيات»  وأشار موسى فينلي إلى تيميس بأنها الكلمة التي تم استخدامها من قبل هوميروس في القرن 8thالثامن الميلادي، لاستحضار النظام الاجتماعي للقرنين التاسع والعاشر المشار إليها بالعصور المظلمة اليونانية واصفاً إياها بالآتي:
تيميس هي غير قابلة للترجمة. هدية من الآلهة وعلامة على وجود الحضارة، وأحياناً تعني التخصيص للحق، السلام الداخلي، النظام الاجتماعي، وأحيانا مجرد إرادة الآلهة مع القليل من فكرة الحق. 
.

## وصلات خارجية
- تيميس من مشروع ثيوي